# Perdita parryellae
Perdita parryellae är en biart som beskrevs av Timberlake 1971. Perdita parryellae ingår i släktet Perdita och familjen grävbin. Inga underarter finns listade i Catalogue of Life.